# Владимирка (вишня)
Владимирка — один из самых известных и популярных сортов вишни с плодами средней зрелости. Плоды сладкие, с густым соком.

## Происхождение
Сорт привезён в Киев в XII веке из Византии, в XIII веке распространился во Владимир-на-Клязьме, отчего и получил современное название. В XVII веке именно эта вишня занимала большие площади под Москвой. Под своим названием «владимирка» больше известна в нечернозёмной полосе, на Украине её называют «киевской» или «украинской». Сорт в его нынешнем виде появился в 1993 году в результате скрещивания Владимирской вишни с Любской.
Ботаники не рассматривают отдельно вишни вязниковскую, добросельскую, родителеву, избылецкую, горбатовскую — всё это вариации сорта Владимирской.

## Районирование
Районирована в Московской, Тульской, Рязанской, Смоленской, Калужской, Владимирской, Ивановской и других областях.
Для посадки сорт владимирской вишни рекомендован в регионах:
- Центральном округе;
- Центрально-Чернозёмном округе;
- на Северо-Западе;
- на Среднем Поволжье.

Описание сорта «владимирка» и включение её в Государственный реестр произошло в 1947 году.

## Биологическое описание
Дерево достигает 3,5 м, сорт относится к кустовидным вишням. Первые плоды дерево даёт на четвёртый-пятый год, урожаи нарастают до 14—16 лет, а потом снижаются. Крона имеет круглую форму, раскидистую. У листьев средний размер, они тусклые, тёмно-зелёного цвета. Белые цветки средние, блюдцевидные, 5—7 штук в одном соцветии. Для ограничения кустистости и облегчения сбора урожая возможно прививание сорта. В этом случае из куста формируется одноствольное дерево.
Зимостойкость древесины высокая, а цветковых почек — от удовлетворительной до средней. Плоды созревают в июле, вкус их кисло-сладкий, масса 2,5—3 г, окраска тёмно-красная, косточка легко отделяется. Ягоды Владимирки характеризуются высокой транспортабельностью.
Сорт самоплодный, однако нормальное плодоношение при самоопылении происходит только в благоприятные годы (менее 0,5 % плодов от количества опыляемых цветков). Лучшими опылителями для Владимирской являются — Ширпотреб чёрная, Кентская и Гриот остгеймский.
В плодах владимирки содержится до 11—13 % сахара, кислотность в то же время составляет 0,8, поэтому сорт находится на одном из первых мест среди столовых. Чем южнее область произрастания вишни, тем больше сахара содержится в плодах. Однако дерево плохо переносит сухой климат. Важно знать, что спелые вишни Владимирки быстро осыпаются, нужно собирать их вовремя.

## Значение и применение
Вишня высоко оценена по своим дегустационным свойствам, используется в кондитерском производстве, из неё готовят варенья, засахаренные вишни, наливки, сиропы и конфеты — вишню в шоколаде.

## Традиции
Раз в год во Владимирской области празднуют Вишнёвый Спас. А на вишнёвом фестивале, там же, проходят кино- и театральные премьеры.